# جاك دولينج
جاك دولينج (بالإنجليزية: Jack Dowling)‏ هو لاعب غولف أمريكي، ولد في 6 أغسطس 1890 في غلين كوف في الولايات المتحدة، وتوفي في 24 أكتوبر 1931.